# Nemesia dubia (Karsch, 1878)
Espèce
Synonymes
- Leptopelma dubia Karsch, 1878

Nemesia dubia est une espèce d'araignées mygalomorphes de la famille des Nemesiidae.

## Distribution
Cette espèce est endémique du Mozambique. Elle se rencontre vers les îles Quirimbas.

## Description
La femelle holotype mesure 29 mm.

## Systématique et taxinomie
Cette espèce a été décrite sous le protonyme Leptopelma dubia par Karsch en 1878. Elle est placée dans le genre Nemesia par Raven en 1990. Ce nom étant préoccupé par Nemesia dubia O. Pickard-Cambridge, 1874, un nom de remplacement est nécessaire.

## Publication originale
- Karsch, 1878 : Übersicht der von Peters in Mossambique gesammelten Arachniden. Monatsberichte der Königlich Preussischen Akademie der Wissenschaften zu Berlin, vol. 1878, p. 314-338 (texte intégral).